# Pilobolus (champignon)
Cet article concerne le champignon. Pour la compagnie de danse, voir Pilobolus (compagnie de danse).
Genre
Synonymes
- Hydrogera F.H. Wigg. ex Kuntze[2]
- Pycnopodium Corda[2]
- Sacidium Nees[2]
- Sacidium Sacc.[2]

Pilobolus est un genre de champignons coprophiles, de la famille des Pilobolaceae (en) (ordre des Mucorales).
L'espèce la plus répandue est Pilobolus crystallinus (en).

## Liste d'espèces
Selon BioLib (30 mars 2019) :
- Pilobolus crystallinus (F.H. Wigg.) Tode
- Pilobolus lentiger Corda
- Pilobolus longipes Tiegh.
- Pilobolus oedipus Mont.
- Pilobolus roridus (Bolton) Pers.

Selon Catalogue of Life (30 mars 2019) :
- Pilobolus crystallinus (F. H. Wigg.) Tode, 1784
- Pilobolus kleinii Tiegh., 1878
- Pilobolus lentiger Corda, 1837
- Pilobolus longipes Tiegh., 1878
- Pilobolus minutus Speg., 1880
- Pilobolus oedipus Mont., 1826
- Pilobolus roridus (Bolton) Pers., 1801
- Pilobolus umbonatus Buller, 1934

Selon Index Fungorum (30 mars 2019) :
- Pilobolus crystallinus (F.H. Wigg.) Tode 1784
- Pilobolus crystallinus Bref. 1881
- Pilobolus crystallinus Cohn 1851
- Pilobolus hallierii Rivolta 1873
- Pilobolus kleinii Tiegh. 1878
- Pilobolus lentiger Corda 1837
- Pilobolus longipes Tiegh. 1878
- Pilobolus microsporus Bref. 1881
- Pilobolus minutus Speg. 1880
- Pilobolus nanus Tiegh. 1878
- Pilobolus oedipus Mont. 1826
- Pilobolus pestis-bovinae Hallier 1869
- Pilobolus pirottianus Morini 1913
- Pilobolus proliferens McVickar 1942
- Pilobolus pullus Massee 1901
- Pilobolus roridus (Bolton) Pers. 1801
- Pilobolus umbonatus Buller 1934

Selon NCBI (30 mars 2019) :
- Pilobolus crystallinus
- Pilobolus heterosporus Palla 1900
- Pilobolus kleinii Pilobolus crystallinus var. kleinii (Tiegh.) R.Y.Zheng & G.Q.Chen
- Pilobolus longipes
- Pilobolus pullus Massee 1901
- Pilobolus roridus (Bolton) Pers.
- Pilobolus sphaerosporus
- Pilobolus umbonatus